# Nvidia-GeForce-300-Serie
Die GeForce-300-Serie ist eine Serie von Desktop-Grafikchips des Unternehmens Nvidia, welche nur auf dem OEM-Markt verfügbar ist. Vorgänger war die GeForce-200-Serie und Nachfolger die GeForce-400-Serie.

## Beschreibung
Am 25. November 2009 stellte Nvidia mit der GeForce 310 das erste Modell der GeForce 300 Serie vor. Entgegen der allgemeinen Erwartung handelte es sich dabei nicht um ein Modell, dessen Grafikprozessor auf der Fermi-Architektur beruhte, welche Nvidia bereits im September 2009 vorgestellt hatte, sondern um eine Neuauflage der GeForce 210 auf Basis der GT218-GPU, welche ihrerseits erst seit einem Monat auf dem Retail-Markt verfügbar war. Daher geriet Nvidia, wie bereits bei früheren Neuauflagen, für die Namensgebung in die Kritik. Nvidia platzierte die GeForce 310 im Low-Budget-Sektor, wobei die Karte zunächst nur für den OEM-Markt vorgesehen ist. Am 9. Februar 2010 listete Nvidia erstmal die GeForce 315, GT 320, GT 330 und GT 340 auf der firmeneigenen Homepage auf, wobei alle Karten auf Grafikprozessoren der Vorgängergeneration basieren. Die offizielle Markteinführung fand am 22. Februar 2010 statt.

## Grafikprozessoren
| Grafik- chip | Fertigung | Fertigung      | Fertigung   | Einheiten          | Einheiten | Einheiten           | Einheiten       | Einheiten       | Einheiten       | L2- Cache | API-Support | API-Support | API-Support | Video- pro- zessor | Bus- Schnitt- stelle |
| Grafik- chip | Pro- zess | Transi- storen | Die- Fläche | ROP- Parti- tionen | ROPs      | Unified-Shader      | Unified-Shader  | Textureinheiten | Textureinheiten | L2- Cache | DirectX     | OpenGL      | OpenCL      | Video- pro- zessor | Bus- Schnitt- stelle |
| Grafik- chip | Pro- zess | Transi- storen | Die- Fläche | ROP- Parti- tionen | ROPs      | Stream- prozessoren | Shader- Cluster | TAUs            | TMUs            | L2- Cache | DirectX     | OpenGL      | OpenCL      | Video- pro- zessor | Bus- Schnitt- stelle |
| ------------ | --------- | -------------- | ----------- | ------------------ | --------- | ------------------- | --------------- | --------------- | --------------- | --------- | ----------- | ----------- | ----------- | ------------------ | -------------------- |
| G92b         | 55 nm     | 754 Mio.       | 276 mm²     | 4                  | 16        | 128                 | 8               | 64              | 64              | 64 kB     | 10.0        | 3.3         | 1.1         | VP2                | PCIe 2.0             |
| GT215        | 40 nm     | 727 Mio.       | 133 mm²     | 4                  | 16        | 096                 | 4               | 32              | 32              | 64 kB     | 10.1        | 3.3         | 1.1         | VP4                | PCIe 2.0             |
| GT216        | 40 nm     | 486 Mio.       | 100 mm²     | 2                  | 08        | 048                 | 2               | 16              | 16              | 64 kB     | 10.1        | 3.3         | 1.1         | VP4                | PCIe 2.0             |
| GT218        | 40 nm     | 260 Mio.       | 057 mm²     | 1                  | 04        | 016                 | 1               | 08              | 08              | 32 kB     | 10.1        | 3.3         | 1.1         | VP4                | PCIe 2.0             |

## Namensgebung
Bei der GeForce-300-Serie wird das Bezeichnungsschema verwendet, welches erstmals mit der GeForce-200-Desktopserie eingeführt wurde. Alle Grafikchips werden mit einem Buchstabenkürzel zur Einordnung des Leistungssektors sowie einer dreistelligen Nummer bezeichnet, die generell mit einer „3“ (für GeForce 300) beginnt. Die letzten beiden Ziffern dienen zur weiteren Differenzierung innerhalb des jeweiligen Leistungssektors.
Buchstabenkürzel:
- kein Präfix – Low-Budget
- GT – Mainstream
- GTX – High-End

Aufgrund des allgemeinen Preisverfalls am Markt, sowie Währungsschwankungen, treffen die ursprünglichen Klassifizierungen von Nvidia nicht grundsätzlich zu.

## Modelldaten
| Modell          | Offizieller Launch | Grafikprozessor (GPU) | Grafikprozessor (GPU) | Grafikprozessor (GPU) | Grafikprozessor (GPU) | Grafikprozessor (GPU) | Grafikprozessor (GPU) | Grafikprozessor (GPU) | Grafikspeicher | Grafikspeicher | Grafikspeicher | Grafikspeicher      | MGCP (Watt) |
| Modell          | Offizieller Launch | Typ                   | Aktive Einheiten      | Aktive Einheiten      | Aktive Einheiten      | Aktive Einheiten      | Chiptakt (MHz)        | Shadertakt (MHz)      | Größe (MB)     | Takt (MHz)     | Typ            | Speicher- interface | MGCP (Watt) |
| Modell          | Offizieller Launch | Typ                   | ROPs                  | Shader- Cluster       | Stream- prozessoren   | Textur- einheiten     | Chiptakt (MHz)        | Shadertakt (MHz)      | Größe (MB)     | Takt (MHz)     | Typ            | Speicher- interface | MGCP (Watt) |
| --------------- | ------------------ | --------------------- | --------------------- | --------------------- | --------------------- | --------------------- | --------------------- | --------------------- | -------------- | -------------- | -------------- | ------------------- | ----------- |
| GeForce 310     | 25. Nov. 2009      | GT218                 | 04                    | 1                     | 016                   | 08                    | 589                   | 1402                  | 0512           | 500            | DDR2           | 064 Bit             | 30,5        |
| GeForce 315     | 23. Feb. 2010      | GT216                 | 04                    | 2                     | 048                   | 16                    | 475                   | 1100                  | 0512           | 790            | DDR3           | 064 Bit             | 33          |
| GeForce GT 320  | 23. Feb. 2010      | GT215                 | 16                    | 3                     | 072                   | 24                    | 540                   | 1302                  | 1024           | 790            | DDR3           | 128 Bit             | 69          |
| GeForce GT 330  | 23. Feb. 2010      | G92b                  | 08                    | 6                     | 096                   | 48                    | 550                   | 1340                  | 1024           | 800            | DDR3           | 128 Bit             | 75          |
| GeForce GT 330  | 23. Feb. 2010      | G92b                  | 12                    | 6                     | 096                   | 48                    | 550                   | 1340                  | 1536           | 500            | DDR2           | 192 Bit             | 75          |
| GeForce GT 330  | 23. Feb. 2010      | G92b                  | 16                    | 7                     | 112                   | 56                    | 500                   | 1250                  | 2048           | 500            | DDR2           | 256 Bit             | 75          |
| GeForce GT 340  | 23. Feb. 2010      | GT215                 | 16                    | 4                     | 096                   | 32                    | 550                   | 1340                  | 0512...1024    | 1700 (850)     | GDDR5          | 128 Bit             | 69          |
| GeForce GTX 340 | 22. Dez. 2011      | GT215                 | 8                     | 4                     | 96                    | 32                    | 650                   | 1340                  | 1024           | 1700           | GDDR5          | 128 Bit             | 51          |

Hinweise:
- Die angegebenen Taktraten sind die von Nvidia empfohlenen bzw. festgelegten. Allerdings liegt die finale Festlegung der Taktraten in den Händen der jeweiligen Grafikkarten-Hersteller. Daher ist es durchaus möglich, dass es Grafikkarten-Modelle gibt oder geben wird, die abweichende Taktraten besitzen.
- Mit dem angegebenen Zeitpunkt ist der Termin der öffentlichen Vorstellung angegeben, nicht der Termin der Verfügbarkeit der Modelle.

### Leistungsdaten
Für die jeweiligen Modelle ergeben sich folgende theoretische Leistungsdaten:
| Modell          | Graphikprozessor/-speicher                       | Graphikprozessor/-speicher  | Graphikprozessor/-speicher  | Graphikprozessor/-speicher        |
| Modell          | Rechenleistung der Stream- Prozessoren in GFlops | Pixel- füllrate in GPixel/s | Texel- füllrate in GTexel/s | Daten- übertragungs- rate in GB/s |
| --------------- | ------------------------------------------------ | --------------------------- | --------------------------- | --------------------------------- |
| GeForce 310     | 067,3                                            | 2,4                         | 04,7                        | 08                                |
| GeForce 315     | 158,4                                            | 1,9                         | 07,6                        | 12,6                              |
| GeForce GT 320  | 281,2                                            | 8,6                         | 13,0                        | 25,3                              |
| GeForce GT 330  | 385,9                                            | 4,4                         | 26,4                        | 25,6                              |
| GeForce GT 330  | 385,9                                            | 6,6                         | 26,4                        | 24                                |
| GeForce GT 330  | 420                                              | 8                           | 28,0                        | 32                                |
| GeForce GT 340  | 385,9                                            | 8,8                         | 17,6                        | 54,4                              |
| GeForce GTX 340 | 257.3                                            | 4.4                         | 17.6                        | 52.8                              |

Hinweise:
- Die angegebenen Leistungswerte für die Rechenleistung über die Streamprozessoren, die Pixelfüllrate, die Texelfüllrate und die Speicherbandbreite sind theoretische Maximalwerte. Die Gesamtleistung einer Grafikkarte hängt unter anderem davon ab, wie gut die vorhandenen Ressourcen ausgenutzt bzw. ausgelastet werden können. Außerdem gibt es noch andere, hier nicht aufgeführte Faktoren, die die Leistungsfähigkeit beeinflussen.
- Die angegebene Rechenleistung über die Streamprozessoren bezieht sich auf die Nutzung beider MUL-Operationen, die bei Grafikshaderberechnungen nicht erreicht wird, da weitere Berechnungen ausgeführt werden müssen. Bei diesen Berechnungen liegt die Leistung der Rechenleistung über die Stream-Prozessoren daher geringer.